# Hermann Hendrichs

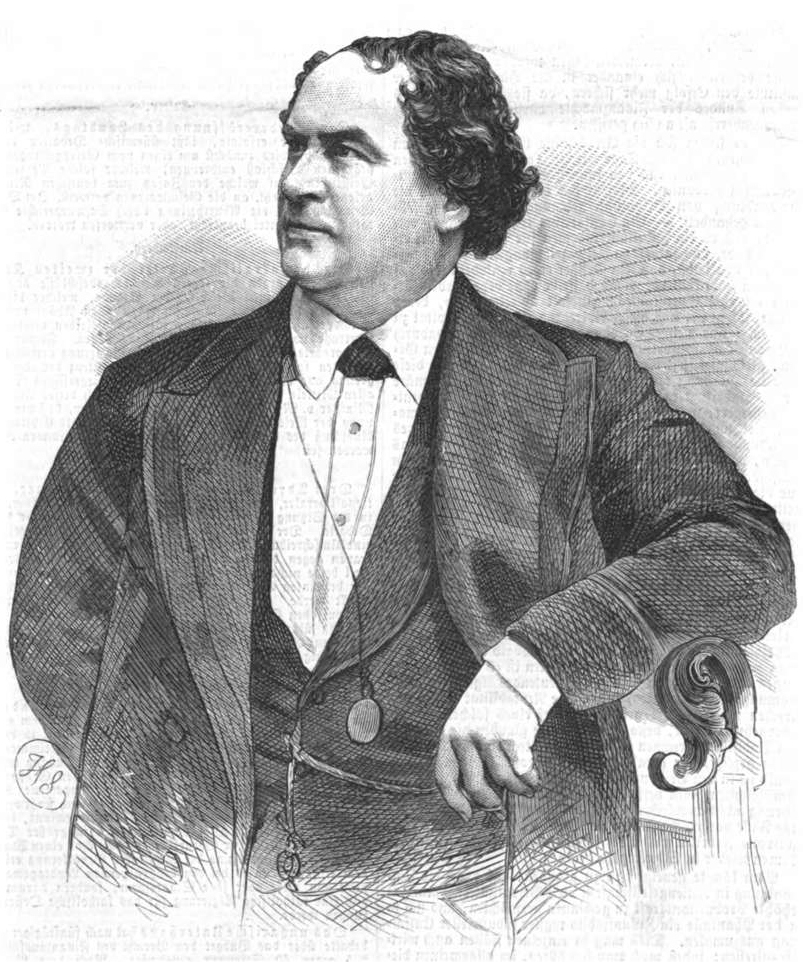
Hermann Hendrichs. Grafik von Hermann Scherenberg.

Hermann Hendrichs (* 17. Oktober 1809 in Köln; † 1. November 1871) war ein deutscher Schauspieler.

## Leben
Hendrichs stammte aus einer alteingesessenen Familie; sein Vater war Beamter der Thurn-und-Taxis-Post in der Kölner Niederlassung. Während seiner kaufmännischen Ausbildung in Frankfurt am Main entdeckte er für sich das Theater. Er brach seine Ausbildung ab und schloss sich einer Theatertruppe an. Parallel dazu nahm er bei der Schauspielerin Elise Bürger Unterricht und trat in kleineren Rollen auf. Anlässlich eines solchen Auftrittes lernte ihn der Intendant Karl Theodor von Küstner kennen und holte ihn nach Darmstadt. Im Frühjahr 1831 konnte Hendrichs dort am Hoftheater in der Rolle des „Kosinsky“ erfolgreich brillieren.
Noch im selben Jahr kam Hendrichs am Stadttheater von Frankfurt am Main als Liebhaber engagiert und blieb dort bis 1834 unter Vertrag. Im Anschluss daran trat er bis 1837 in Hannover auf. Ein Anschlussvertrag holte ihn für beinahe fünf Jahre an die Stadttheater nach Hamburg. Als Küstner 1842 zum Generalintendanten der königlichen Theater nach Berlin berufen wurde, versuchte er u. a. auch Hendrichs zu sich zu holen. Nach einem sehr erfolgreichen Gastspiel, wurde Hendrichs dann ab 24. Juni 1844 endgültig fürs Berliner Hoftheater verpflichtet. Seine erste Rolle dort war „Rolla“.
Bis zu seiner Abschiedsvorstellung am 18. Juni 1864 blieb Hendrichs Mitglied des Berliner Ensembles. Anschließend unternahm er einige Gastspielreisen, die ihn bis nach Moskau und New York führten und alle erfolgreich verliefen. Auch sein hochgelobtes Mitwirken bei den Münchener Mustervorstellungen ist zu erwähnen. Zwischen den einzelnen Reisen trat er sporadisch (meist im Winter) im Berliner Victoria-Theater auf.
Als nach dem Deutsch-Französischen Krieg das kulturelle Leben wieder zu blühen begann, übernahm Hendrichs im Oktober 1871 die Leitung des Victoria-Theaters. Dort stand er das letzte Mal am 21. Oktober als „Don Ramiro“ auf der Bühne. Zwei Wochen nach seinem 62. Geburtstag starb Hendrichs am 1. November 1871 an den Pocken. Das Begräbnis fand unter großer Anteilnahme von Kollegen und der Bevölkerung auf dem katholischen St.-Hedwig-Friedhof an der Berliner Liesenstraße statt. Da Hendrichs, angeblich um eine Ansteckung anderer auszuschließen, auf den Empfang der Sterbesakramente verzichtet hatte, wurde ihm der kirchliche Segen verweigert und die Beisetzung erfolgte ohne Messe und Geistlichen. Hendrichs Grabmal ist nicht erhalten.

## Rezeption
Hendrichs war ein Held und in früheren Jahren Heldenliebhaber, dem sich außer Emil Devrient keiner an die Seite stellen konnte. Früher der beste Interpret Birch-Pfeifferscher Liebhaber, stellte er später eine kräftige und derbe Natur, eine ritterliche Männlichkeit am besten dar.

„der letzte große Romantiker der deutschen Bühne“

„Über allen seinen Darstellungen lag ein Zauber plastischer Schönheit, ein Hauch romantischer Poesie, der ihn ganz besonders nicht auf scharf auszuprägende Charaktere, nicht auf Aufgaben hinwies, die tief ausklügelnder Verstand zu schaffen vermochte, sondern auf mehr lyrischer Vorwürfe, auf ideale Gestalten, die in schöner Form zum Herzen sprechen. In solchen übte er unwiderstehliche Gewalt, mochten sie nun tragisch erschüttern oder mit graziösem Humor erheitern“

## Rollen (Auswahl)
- Kosinsky – Die Räuber (Friedrich Schiller)
- Götz – Götz von Berlichingen (Johann Wolfgang von Goethe)
- Örindur – Die Schuld (Adolf Müllner)
- Egmont – Egmont (Johann Wolfgang von Goethe)
- Wilhelm Tell – Wilhelm Tell (Friedrich Schiller)
- Rolla – Dornen und Lorbeer (Charles Lafont)
- Dom Cäsar – Die Braut von Messina (Friedrich Schiller)
- Wilhelm Tell – Wilhelm Tell (Friedrich Schiller)
- Don Ramiro – Die Schule des Lebens (Ernst Raupach)
- Marquis de Posa – Don Karlos (Friedrich Schiller)
- Haemon – Antigone (Sophokles)
- Herzog Albrecht – Agnes Bernauer (Friedrich Hebbel)

## Schüler (Auswahl)
- Emil Bauer